# Sedum retusum
Sedum retusum är en fetbladsväxtart som beskrevs av William Botting Hemsley. Sedum retusum ingår i Fetknoppssläktet som ingår i familjen fetbladsväxter. Inga underarter finns listade i Catalogue of Life.